# Ozodicera subvittata
Ozodicera subvittata är en tvåvingeart som beskrevs av Alexander 1938. Ozodicera subvittata ingår i släktet Ozodicera och familjen storharkrankar. Inga underarter finns listade i Catalogue of Life.